# 尾崎組
尾崎組（おざきぐみ）は、徳島県徳島市に本部を置く暴力団で、指定暴力団山口組の二次団体。

## 最高幹部
- 組長 - 尾崎勝彦（六代目山口組若中）